# Tomanowy Potok Liptowski
Tomanowy Potok (słow. Tomanov potok, niem. Tomanowabach, węg. Tomanowa-patak), dla odróżnienia od drugiego potoku o tej samej nazwie nazywany Tomanowym Potokiem Liptowskim – potok spływający Doliną Tomanową Liptowską w słowackich Tatrach Zachodnich. Wypływa z dwóch znajdujących się pod Tomanową Przełęczą Tomanowych Stawków, położonych na wysokości 1592 i 1587 m n.p.m. Strugi z tych stawków łączą się ze sobą u wylotu Świstówki Liptowskiej. W tym samym niemal miejscu dołącza jeszcze niewielki potok spływający z dolnej części tej doliny. Tomanowy Potok spływa od tego miejsca we wschodnim kierunku. U wylotu Jaworowego Żlebu zasilany jest jeszcze jednym potokiem spływającym dolną częścią tego żlebu. Tuż poniżej ujścia tego potoku Tomanowy Potok spada ze skalnego progu o wysokości ok. 6 m, tworząc wodospad zwany Tomanową Siklawą.
Uchodzi do Cichej Wody Liptowskiej na wysokości 1181 m, jako jej prawy dopływ.